# Новий (Медведевський район)
Но́вий (рос. Новый, марій. Новый) — селище у складі Медведевського району Марій Ел, Росія. Входить до складу Пекшиксолинського сільського поселення.

## Населення
Населення — 1738 осіб (2010; 1293 у 2002).
Національний склад (станом на 2002 рік):
- росіяни — 58 %
- лучні марійці — 30 %